# Hotspot (verbinding)

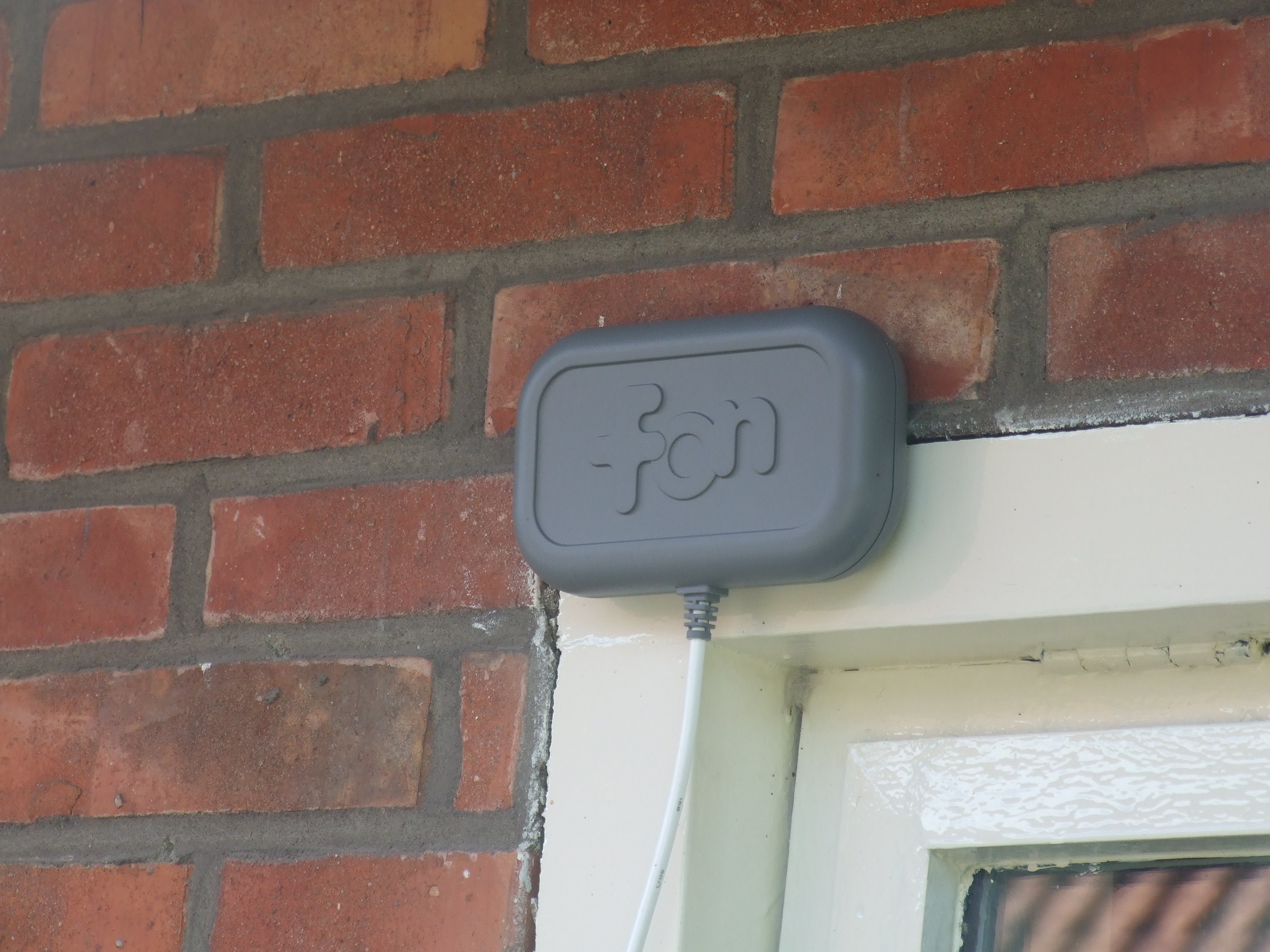
Hotspot van Fon

Een hotspot is een plek waar draadloze internettoegang wordt aangeboden.

## Apparatuur
De apparatuur waarmee dat gebeurt, het wireless access point, wordt dan hotspotapparatuur genoemd. Hotspotapparatuur wijkt af van normale access points in functionaliteit en heeft één of meer van de volgende kenmerken:
- Een captive portal, een pagina waar de gebruikers eerst aanmelden alvorens ze het internet op kunnen.
- Een betalingssysteem, bijvoorbeeld creditcard, PayPal, iPass, MiniTix.
- Walled Garden, een systeem dat gratis toegang biedt aan geselecteerde sites
- Bandwidth management, een systeem dat beschikbare bandbreedte verdeelt over de gebruikers.

Bestaande hotspotsystemen komen van fabrikanten als Colubris, Nomadix, SpotNet, Sputnik, ZyXEL en vele andere. Hotspotlocaties in Nederland worden verzorgd door diverse bedrijven.

## Gratis hotspots

### Bedrijven
Bedrijven zoals cafés, hotels, campings, bungalowparken, jachthavens en restaurants bieden tegenwoordig als extra service draadloos internet aan. Soms moet daarvoor betaald worden, in andere gevallen is het (voor klanten) gratis. Ook in België groeit het aantal gratis hotspots.

### Particulieren
Doordat veel particulieren en bedrijven gebruikmaken van draadloze internetverbindingen en deze niet in alle gevallen afschermen, is het ook buiten de echte hotspots hier en daar mogelijk om gratis te internetten.
In veel gemeenten zijn (professionele) vrijwilligers actief om een gratis draadloos netwerk (vaak met gratis toegang tot het internet) op te zetten voor de bewoners en/of bezoekers van hun gemeente. Op dit moment gebeurt dat in enkele tientallen gemeenten. De bekendste zijn Wireless Leiden in Nederland en Wireless België. Ook bestaan er zogenaamde sociale netwerken zoals het Fon-netwerk. Deelnemers in het Fon-netwerk delen hun internettoegang onderling door deze aan elkaar aan te bieden via een centrale aanmelding op een www-server waarop de status van de deelnemers wordt bijgehouden. Een deelnemer die een internettoegang deelt, kan zo toegang krijgen tot het internet via Fon-routers van andere actieve deelnemers. Ook kan een deelnemer zijn netwerk zo instellen dat iemand betaald toegang kan krijgen, waarbij dan een gedeelte van de opbrengst door de Fon-organisatie aan de aanbieder wordt overgemaakt.